# Placynthiaceae
Placynthiaceae is een botanische naam voor een familie van korstmossen behorend tot de orde Peltigerales. Het typegeslacht is Placynthium.

## Geslachten
De familie bestaat uit de volgende drie geslachten:
- Hertella
- Placynthiopsis
- Placynthium